# Renault Midliner
Renault Midliner (известен также, как Renault S и Renault M) — среднетоннажный грузовой автомобиль производства Renault Trucks. Производился с 1979 по 2000 год, после чего был заменён Renault Midlum. Комплектовался кабиной «Клуба четырёх». Является преемником лёгких коммерческих грузовых автомобилей Saviem JP/JN и тяжёлых Saviem HB. Семейство Renault Midliner состояло из многочисленных базовых моделей от «S100» до «S220» полной массой от 6 до 16 тонн, с дизелями объёмом 3,869—6,18 л мощностью 94—226 л. с.
В 1987 году Renault Midliner модернизировали, изменив внешний вид и оснащение.
В 1990-х гг. к автомобилям серии S прибавилось 20 базовых вариантов серии M от «М140» к «М250» с дизелями объёмом 5,49—6,18 л мощностью 140—250 л. с.
В 1995 году Renault Midliner был вновь модернизирован, на этот раз путём изменения внешнего вида и оснащения.

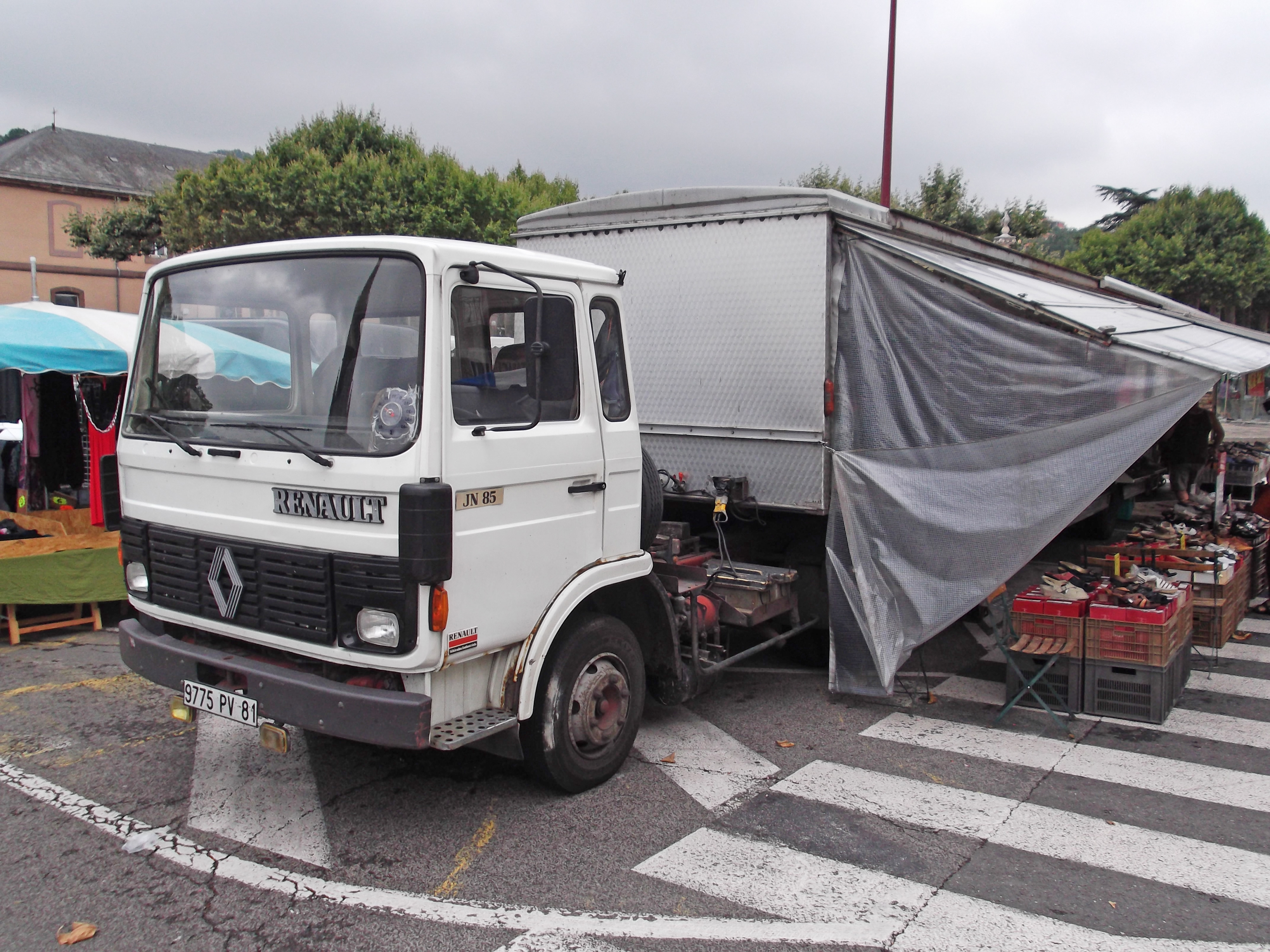
Renault Midliner (1979—1987)
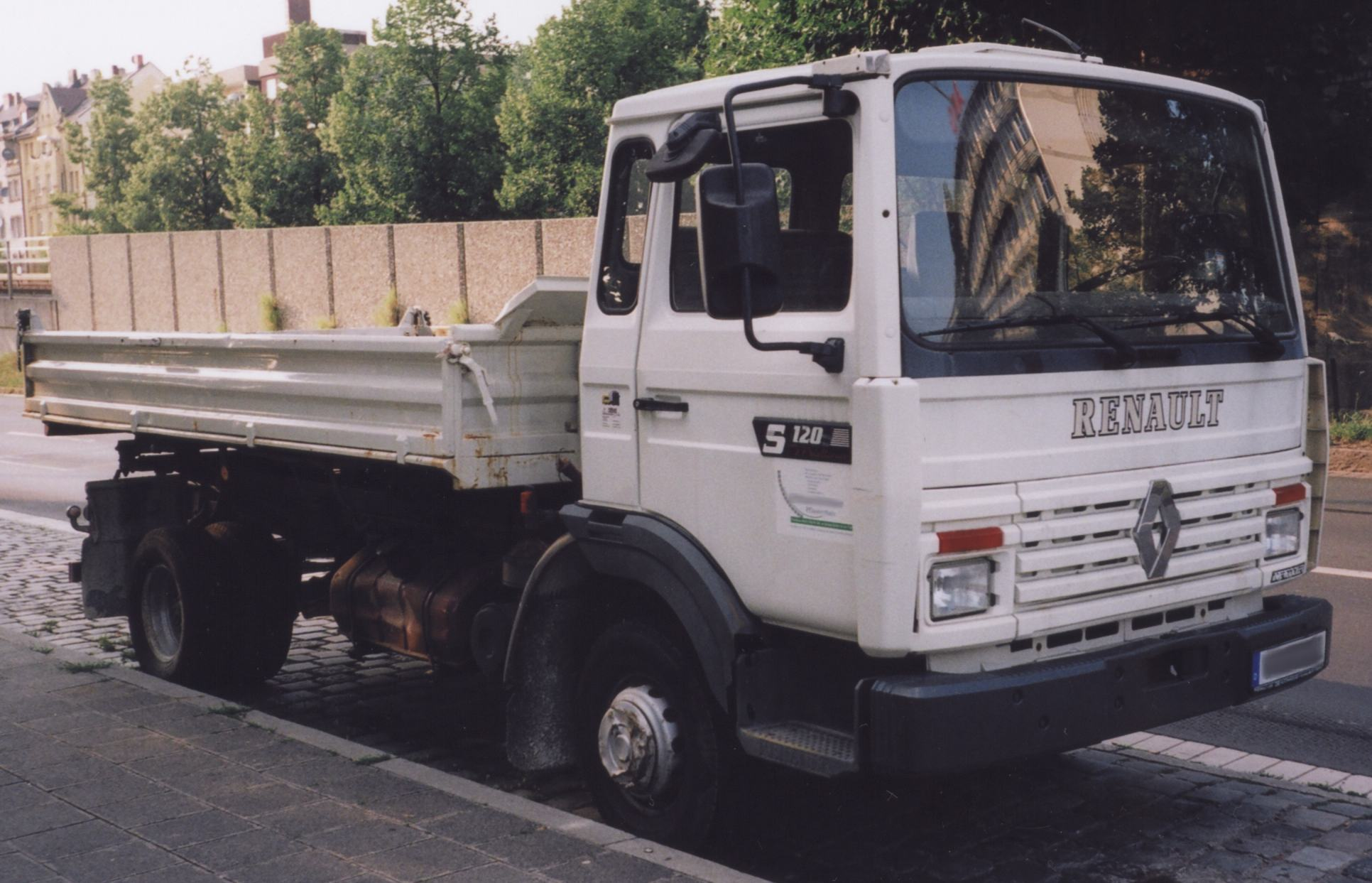
Renault Midliner S120 (1987—1995)
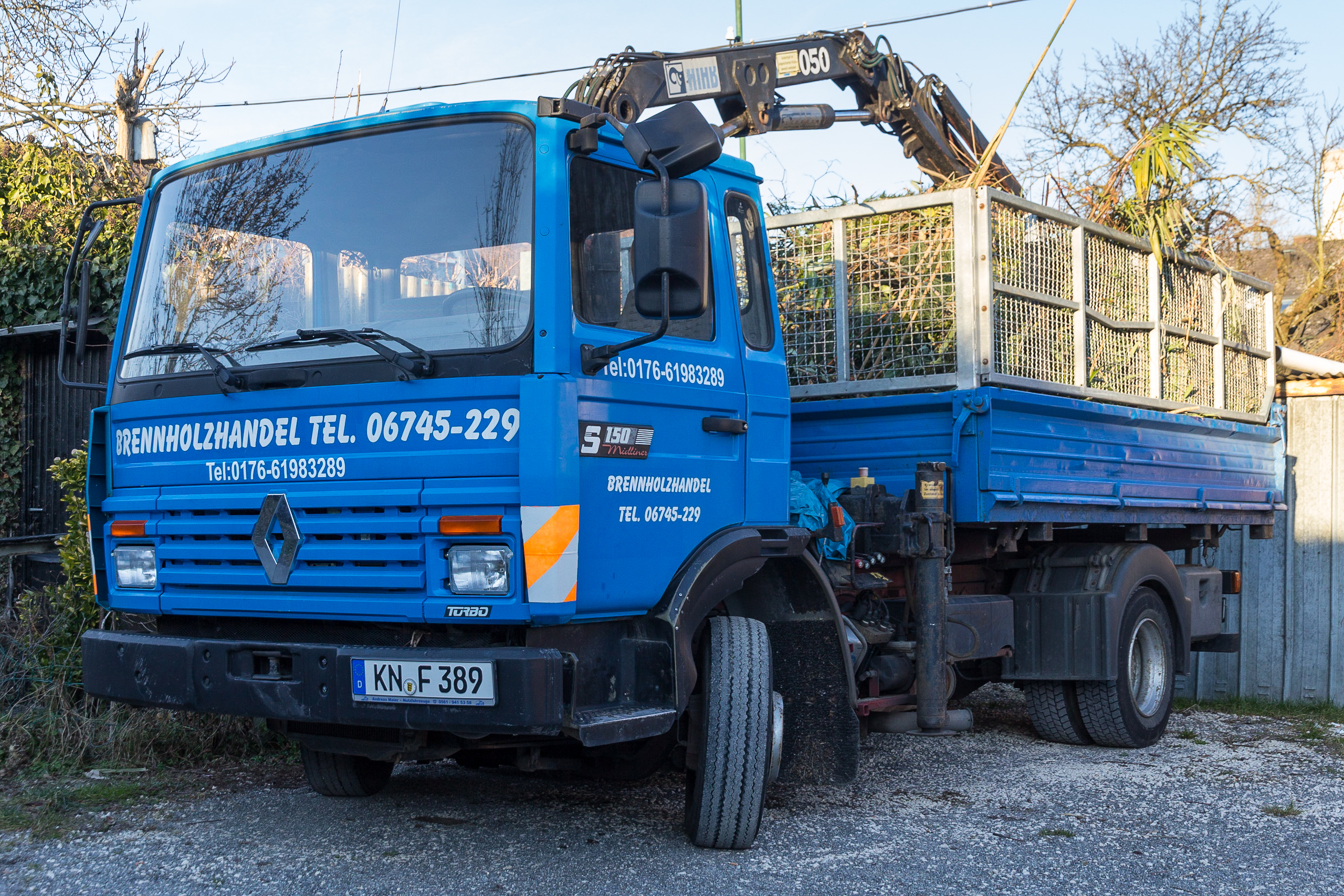
Renault Midliner S150